# Yolanda Moreno
Sixta Yolanda Moreno de Rodríguez, conocida como Yolanda Moreno (6 de agosto de 1936, Caracas, Venezuela), y como La bailarina del pueblo venezolano, es una bailarina y coreógrafa venezolana. Es  considerada como una de las bailarinas más influyentes de Venezuela, asimismo junto a su esposo Manuel Rodríguez Cárdenas fundó la Agrupación Venezolana de Danzas Nacionalistas en 1962. Yolanda Moreno la primera bailarina de Venezuela

## Biografía
Yolanda Moreno nació en el barrio El Guarataro de la parroquia San Juan de Caracas. Creció en una familia de bajos recursos y a los trece años ingresó como corista al Retablo de Maravillas, agrupación fundada por el entonces Ministerio del Trabajo; posteriormente incursionó como bailarina. Moreno ha llevado sus puestas de escenas a muchos países de  América, Europa, Asia, y a la otrora Unión Soviética. acompañada de sus hermanos Patricia Moreno como bailarina y Carlos Reyes tocando el cuatro, el charango, los tambores y cantando con quienes inició el conjunto musical que acompañó a Danzas Venezuela, durante su trayectoria. Después de una carrera que abarcó 57 años, se despidió de la danza activa en agosto del año 2008.

## Reconocimientos
- 1957: Guaicaipuro de Oro, Venezuela.
- 1960: Guaicaipuro de Oro, mejor bailarina. Venezuela.
- 1980: Primer Premio en el Festival Mundial de Folklore, en Sicilia, Italia.
- 1980:  Medalla de Madrid, otorgada por el Ayuntamiento de esa ciudad.
- 1980: Premio Martín Fierro, de la prensa de Buenos Aires, Argentina.
- 1980: Primer Premio del Festival de Agrigento, Italia.
- 1995: Premio Nacional de Cultura. Mención Danza. Consejo Nacional de la Cultura (CONAC), Venezuela.
- 2022: Declarada Hija Ilustre del Municipio El Hatillo, por parte del Concejo Municipal de la localidad en el Marco de la Sesión Especial por el Día Internacional de la Mujer; donde, además, fue Oradora de Orden.